# Solomon Meredith
Solomon Meredith (ur. 29 maja 1810, zm. 2 października 1875) − amerykański rolnik, polityk i stróż prawa z Indiany, a także generał Armii Unii w czasie wojny secesyjnej. Zdobył sławę jako jeden z dowódców „Żelaznej Brygady” Armii Potomaku, dowodząc nią w bitwie pod Gettysburgiem.

## Młodość i kariera polityczna
Solomon Meredith urodził się w hrabstwie Guilford w Karolinie Północnej jako syn Davida i Mary Farrington Meredith. Jego dziadek, James Meredith, walczył podczas amerykańskiej wojny rewolucyjnej. Meredithowie byli kwakrami, więc młody Solomon uczył się w domu. W wieku 19 lat zaczął pracować na farmie, ale wkrótce podjął pracę sprzedawcy w lokalnym sklepiku.
W roku 1834 kandydował i został szeryfem hrabstwa Wayne; służył na tym stanowisku dwa lata. Następnie został wybrany do Izby Reprezentantów legislatury stanowej, gdzie zasiadał przez cztery kadencje. W połowie lat pięćdziesiątych XIX wieku mianowano go U.S. Marshalem dla stanu Indiana. Był właścicielem rozległej farmy hodowlanej „Oakland” w pobliżu Cambridge City.

## Wojna secesyjna
Gdy w początkach 1861 roku wybuchła wojna, Meredith zaciągnął kilkuset ludzi ze swego hrabstwa i utworzył z nich ochotniczy regiment piechoty. Nosił przydomek „Long Sol”, a to ze względu na swój wzrost: 197 cm. Gubernator Oliver Morton mianował Mereditha pułkownikiem i dowódcą 19 Regimentu z Indiany, mimo braku jakiegokolwiek doświadczenia bojowego. Regiment został przetransportowany koleją do Waszyngtonu, gdzie włączono go do Armii Potomaku, tworząc − wraz z trzema regimentami z Wisconsin − sławną później „Żelazną Brygadę”.
Meredith i jego „Hoosierzy” po raz pierwszy weszli do akcji podczas kampanii w północnej Wirginii w II bitwie nad Bull Run, kiedy to koń Mereditha, zabity pod nim, przygniótł go i połamał kilka żeber. W czasie kampanii marylandzkiej Meredith brał udział w bitwie o Przełęcz Boonsboro, gdzie nagle oznajmił, że jest niezdolny do służby ze względu na wciąż niezagojone obrażenia znad Bull Run i zmęczenie długim marszem z Wirginii. Udał się na odpoczynek do Waszyngtonu, a tymczasem jego zastępca, podpułkownik Alois Bachman, zginął prowadząc ludzi do ataku przez pole kukurydzy nad Antietam. Według gen.-bryg. Johna Gibbona Meredith powinien być za to pozbawiony dowództwa.
Miesiąc później Gibbon, który otrzymał awans na gen.-mjra i przejął dowodzenie 2 Dywizji I Korpusu Armii Potomaku, oznajmił dowódcy armii, że na czele „Żelaznej Brygady” powinien stanąć płk Lysander Cutler z 6 Regimentu z Wisconsin, bądź płk Lucius Fairchild z 2 Regimentu z Wisconsin. Jednak Joseph Hooker (który dowodził I Korpusem nad Antietam, a teraz leczył odniesione w tej bitwie rany) spotkał się z Meredithem, a ten poprosił go o awans na brygadiera. Niezależnie od strat poniesionych nad Antietam i opinii Gibbona, polityczne powiązania Mereditha wystarczyły, by Hooker przekazał jego prośbę − wraz ze swoją pozytywną opinią − do Waszyngtonu. W listopadzie Meredith otrzymał generalskie gwiazdki, w reakcji na co Gibbon oskarżył Hookera o uleganie politycznym wpływom. Meredith po raz pierwszy dowodził brygadą w bitwie pod Fredericksburgiem, gdzie spowodował wybuch gniewu dowódcy dywizji, gen. Abnera Doubledaya, który przejściowo zastąpił Mereditha płk. Cutlerem.
Wiosną 1863 roku brygada Mereditha brała udział w bitwie pod Chancellorsville, ale nie została użyta w boju. Uległo to zmianie w lipcu, kiedy to Żelazna Brygada poniosła poważne straty pierwszego dnia walk pod Gettysburgiem. Tego dnia była jedną z pierwszych brygad piechoty, które wzięły udział w porannym boju; jej żołnierze odrzucili natarcie brygady uderzeniowej gen. Jamesa Archera, przy czym sam Archer dostał się do niewoli. Jednak po południu brygada została zdziesiątkowana przez skrzydłowe uderzenie 11 Regimentu i frontalny atak 26 Regimentu z konfederackiej brygady z Karoliny Północnej gen. Jamesa Pettigrewa. Meredith został trafiony w głowę odłamkiem szrapnela, który naruszył czaszkę i wywołał wstrząs mózgu. Wybuch zabił pod nim konia, który przewracając się przygniótł go, raniąc w prawą nogę.
Meredith nie wrócił już na pole walki; do końca wojny zajmował się sprawami administracyjnymi, dowodząc garnizonami chroniącymi porty Armii Unii nad Missisipi w Cairo (Illinois) i Paducah (Kentucky).

## Postbellum
Po zakończeniu wojny w roku 1865 złożył rezygnację, odszedł z wojska w stopniu brevet generała-majora, wrócił do domu w Indianie i poświęcił się rolnictwu; hodował zdobywające nagrody bydło długorogie, owce i konie.
Solomon Meredith zmarł na swej farmie w roku 1875. Został pochowany na cmentarzu Riverside w Cambridge City w Indianie.